# Cristian Dumitru
Cristian Dumitru (n. 13 decembrie 2001, Buzău, România) este un fotbalist român, care joacă pe post de atacant la Gloria Buzău în Liga a II-a.
A jucat în Europa League 2019-2020 marcând 1 gol și dând o pasă de gol în victoria obținută de FCSB împotriva lui Milsami Orhei 2-1.